# Sergey Brin

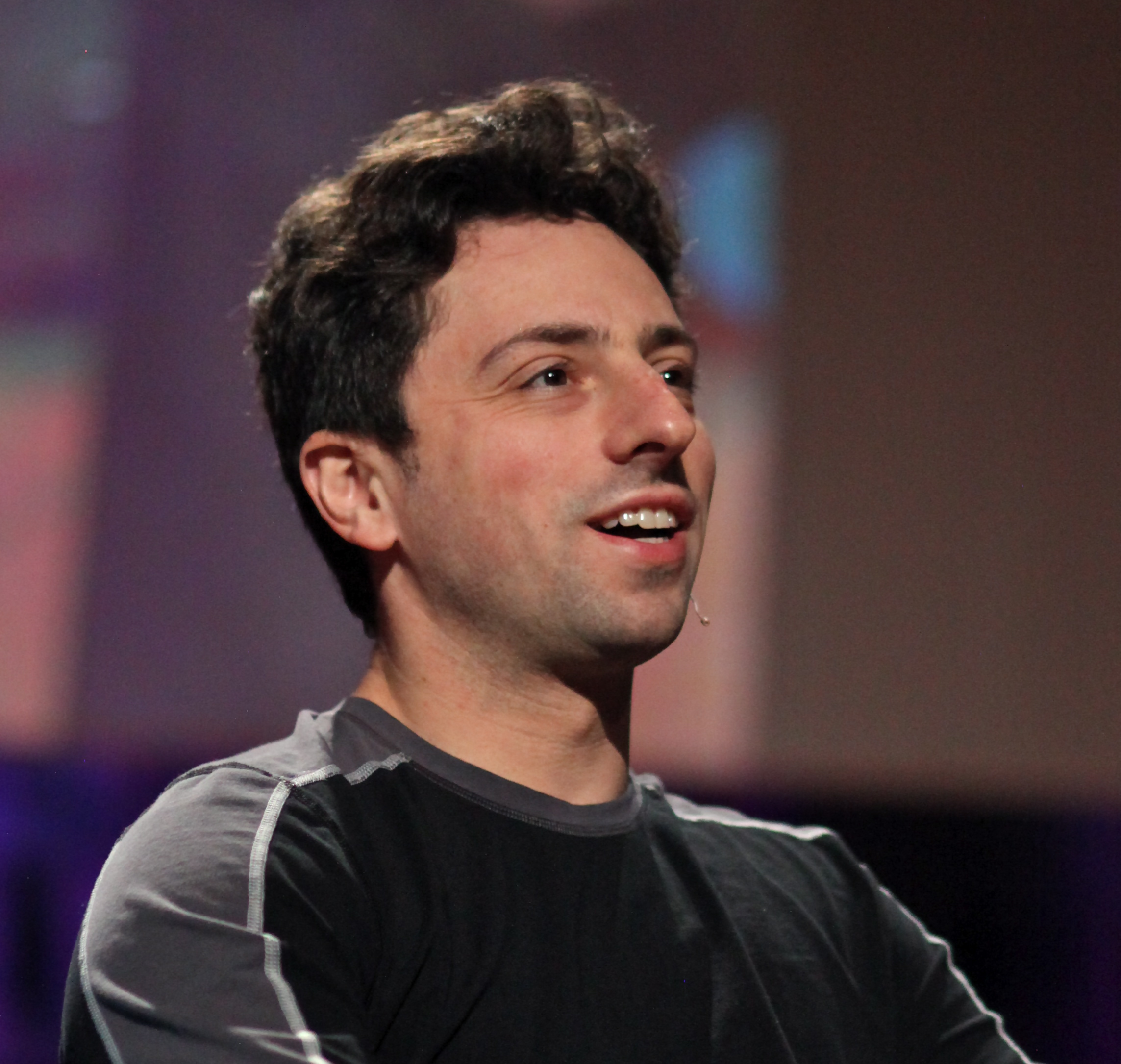
Sergey Brin auf einer TED-Konferenz im Jahr 2010

Sergey Brin (russisch Сергей Михайлович Брин Sergei Michailowitsch Brin, wissenschaftliche Transliteration Sergej Michajlovič Brin; * 21. August 1973 in Moskau, Russische SFSR, Sowjetunion) ist ein US-amerikanischer Informatiker und Unternehmer. Er war von August 2015 bis Dezember 2019 Präsident von Alphabet Inc., der Holding von Google. Mehrheitliche Stimmrechte hält er zusammen mit dem Mitgründer Larry Page, mit dem er bereits die Suchmaschine Google entwickelt hatte.

## Leben
Sergey Brin wurde in der sowjetischen Hauptstadt Moskau als Sohn des Mathematikers Michael Brin geboren. Beide Elternteile sind jüdischer Abstammung. Insbesondere der Vater hatte unter dem verdeckten Antisemitismus in der Sowjetunion zu leiden, der Juden eine akademische Karriere erschwerte. Im September 1978 stellte die Familie einen Ausreiseantrag, dem nach einigen Schikanen schließlich stattgegeben wurde. Im Mai 1979 verließ die Familie die Sowjetunion in Richtung Vereinigte Staaten. Sergey Brin war damals fünf Jahre alt.
Brin besuchte die Montessori-Schule in Adelphi, Maryland, und wurde gleichzeitig auch von seinem Vater, der als Professor für Mathematik an der University of Maryland in College Park arbeitete, zu Hause unterrichtet. Nach Besuch der Eleanor Roosevelt High School in Greenbelt begann er ein Studium der Informatik und Mathematik an der University of Maryland, das er im Mai 1993 mit dem Bachelor of Science mit dem Prädikat with honors abschloss. Danach studierte er mit einem Graduiertenstipendium der National Science Foundation Informatik an der Stanford-Universität und begann dort ein Doktoratsstudium, das er wegen der Google-Gründung bis heute nicht abgeschlossen hat.
Durch den Börsengang der Firma wurde Brin Multi-Milliardär. Er konnte laut der Liste „World’s Richest People“ des Forbes-Magazins von 2004 bis 2005 sein Vermögen mehr als versiebenfachen.
2005 wurde er in die American Academy of Arts and Sciences gewählt.
Von Mai 2007 bis Mai 2015 war er mit Anne Wojcicki verheiratet. Die beiden haben zwei Kinder. Das Paar trennte sich 2013 und ist seit Juni 2015 geschieden.
Von November 2018 bis Mai 2022 war er mit Nicole Shanahan verheiratet. Aus der Ehe geht eine Tochter hervor. Das Paar trennte sich im Januar 2022 und ist seit Mai 2022 geschieden.
Brin lebt in Los Altos (Kalifornien).

## Sonstiges
2013 hatte Brin einen Cameoauftritt im Kinofilm Prakti.com mit Owen Wilson und Vince Vaughn, welcher zu einem großen Teil im Google-Hauptsitz in Kalifornien spielt.
Brin ist einer der Stifter des Breakthrough Prize in Life Sciences, der derzeit höchstdotierten Auszeichnung der Welt.

## Vermögen
Sergey Brin ist Multi-Milliardär. Laut Forbes beträgt sein Vermögen im September 2024 ca. 125 Milliarden US-Dollar. Damit belegte er auf der Liste der reichsten Menschen der Welt im September 2024 Platz 9.